# La Maison du bonheur (film, 1919)
Pour le film de Dany Boon, voir La Maison du bonheur.
Pour plus de détails, voir Fiche technique et Distribution.
La Maison du bonheur (The Enchanted Barn) est un film muet américain réalisé par David Smith, sorti en 1919.

## Synopsis
Pour aider sa mère en difficulté, la jeune sténographe Shirley emmène son jeune frère George pour rechercher une nouvelle maison à la campagne. Elle trouve une grange appartenant à la famille de Sidney Graham, qui accepte de lui louer. Elle remet la grange en état et s'y installe avec sa mère et son frère.
Shirley surprend un jour une conversation entre deux hommes qui ont l'intention d'escroquer son nouveau propriétaire à propos de la vente d'une mine. Elle transcrit leurs propos dans un rapport sténographique, et l'utilise pour déjouer l'affaire. Graham lui en est très reconnaissant, et tous deux font plus ample connaissance. Shirley tombe amoureuse de Graham, mais elle apprend qu'il est fiancé à une autre femme.
Les deux escrocs se vengent en enlevant Shirley, mais celle-ci parvient à avertir Graham en jetant un mot par la fenêtre d'une voiture. Ce dernier prévient le shérif, qui suit les escrocs, et Graham lui-même retrouve Shirley. Une fois réunis, il s'avère que Graham n'est en fait pas fiancé à une autre femme, et qu'il est amoureux de Shirley.

## Fiche technique
- Titre original : The Enchanted Barn
- Titre français : La Maison du bonheur ou Quand le cœur sait
- Réalisation : David Smith
- Scénario : Grace Lutz (histoire), Kathryn Reed
- Sociétés de production : Vitagraph Company
- Pays de production :  États-Unis
- Langue : titres en anglais
- Format : Noir et blanc - 35 mm - 1,33:1  -  Muet
- Genre : drame
- Dates de sortie : 
  - États-Unis : 27 janvier 1919
  - France : 28 mai 1920

## Distribution
- Bessie Love : Shirley Hollister
- J. Frank Glendon : Sidney Graham
- Joseph Singleton : John Barnard
- William T. Horne : Walter Graham
- Frank Butterworth : George Hollister
- Ella Wolbert : Mrs Hollister
- Darbey A. Walker : Harley Hollister
- Jane Hathaway : Mrs Walter Graham
- Otto Lederer